# 天主教卡舒埃鲁迪伊塔佩米林教区
天主教卡舒埃魯迪伊塔佩米林教區（拉丁語：Dioecesis Cachoëirensis de Itapemirim）是巴西一個羅馬天主教教區，屬維多利亞總教區。
教區成立於1958年2月16日，位於圣埃斯皮里图州南部，2006年有教友376,000人（佔轄區總人口59.9%）、卅八個堂區、五十三名司鐸。現任教區主教為達里奧·坎普斯。